# Doriana Rivera
Doriana Rivera Aliaga (* 18. Juni 1977) ist eine peruanische Badmintonspielerin.

## Karriere
Doriana Rivera gewann 1999 die Argentina International. 1999, 2001 und 2003 nahm sie an den Badminton-Weltmeisterschaften teil. 2001 und 2002 gewann sie die nationalen Titelkämpfe.

## Sportliche Erfolge
| Saison | Veranstaltung                 | Disziplin   | Platz | Name                                 |
| ------ | ----------------------------- | ----------- | ----- | ------------------------------------ |
| 1996   | Brazil International          | Damendoppel | 1     | Ximena Bellido / Doriana Rivera      |
| 1999   | Argentina International       | Damendoppel | 1     | Sandra Jimeno / Doriana Rivera       |
| 2001   | Weltmeisterschaft             | Damendoppel | 33    | Sandra Jimeno / Doriana Rivera       |
| 2001   | Weltmeisterschaft             | Dameneinzel | 33    | Doriana Rivera                       |
| 2001   | Peru International            | Mixed       | 1     | Tjitte Weistra / Doriana Rivera      |
| 2001   | Peruanische Meisterschaft     | Damendoppel | 1     | Sandra Jimeno / Doriana Rivera       |
| 2002   | Peruanische Meisterschaft     | Damendoppel | 1     | Sandra Jimeno / Doriana Rivera       |
| 2002   | Peru International            | Mixed       | 1     | Tjitte Weistra / Doriana Rivera      |
| 2002   | Mexico International          | Mixed       | 1     | Tjitte Weistra / Doriana Rivera      |
| 2002   | Carebaco-Meisterschaft        | Mixed       | 1     | Tjitte Weistra / Doriana Rivera      |
| 2002   | Carebaco-Meisterschaft        | Damendoppel | 1     | Sandra Jimeno / Doriana Rivera       |
| 2009   | Neuseeländische Meisterschaft | Damendoppel | 1     | Doriana Rivera / Danielle Barry      |
| 2011   | Manukau International         | Damendoppel | 1     | Doriana Rivera / Madeleine Stapleton |